# Clarence Nash

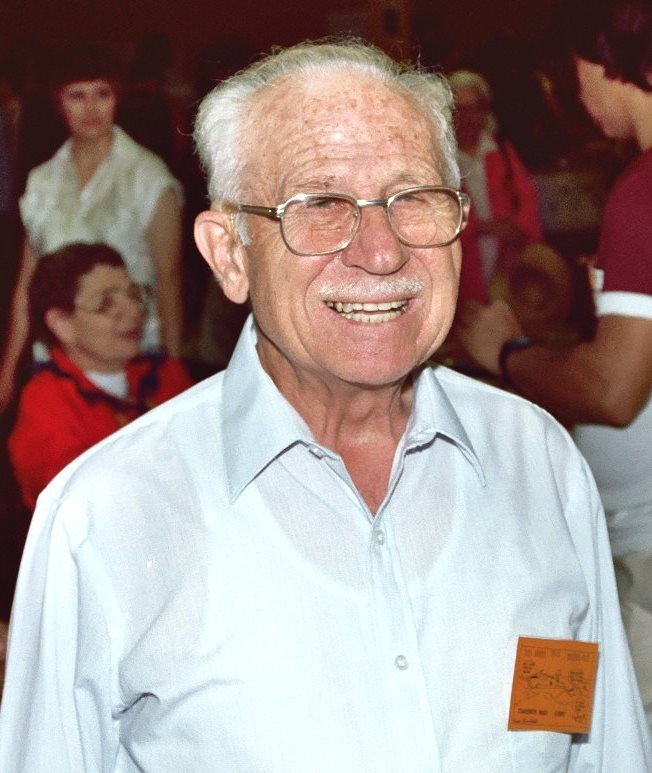
Clarence Nash bei der San Diego Comic Con 1982

Clarence Charles „Ducky“ Nash (* 7. Dezember 1904 in Watonga, Oklahoma; † 20. Februar 1985 in Burbank, Kalifornien) war ein US-amerikanischer Stimmkünstler, der durch seine Stimme für Donald Duck berühmt wurde. Er stieß 1932 zur Walt Disney Company, nachdem er vor Walt Disney persönlich einige seiner Tierstimmen vorgeführt hatte. Die Imitationen bewegten Disney dazu, Nash zur Stimme des neu geschaffenen Donald Duck zu machen. So sprach Nash diese Rolle neben weiteren bis ins Jahr 1983.

## Leben
Clarence Nash wurde 1904 in Watonga, Oklahoma, auf der Farm seiner Eltern geboren. Er vertrieb sich bereits als Kind die Zeit damit, die Tiere des Bauernhofes zu imitieren. Als Nash neun Jahre alt war, zog die Familie nach Glasgow, Missouri, und ein Jahr später nach Independence. Mit zwölf Jahren beherrschte er unter anderem die Stimmen von Hunden, Katzen, Küken, Pferden und Waschbären. Als er einen kleinen Ziegenbock geschenkt bekam, machte er auch diese Stimme nach und mischte Worte in das Blöken.
In den nächsten Jahren führte er seine Künste zunächst auf dem Schulhof vor, bevor ihn ein schulischer Talentwettbewerb veranlasste, vor einem größeren Publikum aufzutreten. Bereits hier hatte er mit der Stimme des Schafes Mary großen Erfolg. Später verließ er die Schule, um im Mittelwesten des Landes als Mandolinenspieler und Tierimitator mit der Red-Path-Chautauqua- und der Lydeum-Gruppe auf Tournee zu gehen. Die Gruppen lösten sich zu Nashs Bedauern Ende der 1920er Jahre auf.
1930 hatte er seine Freundin Margie geheiratet und ihr versprochen, das Showbusiness aufzugeben, um einen festen Job und Wohnplatz zu erhalten. Die Suche nach einer Arbeitsstelle führte zunächst nach San Francisco, dann nach Los Angeles. Dort wurde er bei der Adohr Milk Company angestellt, für die er mit Hilfe eines umherfahrenden Milchwagens warb. Eines Tages sprach er spontan bei den Disney-Studios vor, woraufhin der Filmproduzent seine Schafstimme als ideal für einen neuen Charakter, eine kleine Ente, befand. So wurde der Imitator am 2. Dezember 1933 Disneys 125. Angestellter.
Dabei mussten einige Probleme gelöst werden. So musste er lernen, auf vielen verschiedenen Sprachen zu quaken. Nach eigenen Angaben fiel ihm das Deutsche am schwersten. Dabei musste die Länge der Worte genau den gezeichneten Dialogen angepasst werden, was ebenfalls mit Schwierigkeiten verbunden war. Ferner war Donalds Vokabular stark eingeschränkt, da bestimmte Worte mit seiner Stimme einfach nicht deutlich auszusprechen waren, und unterlag einer strengen Zensur.
Nash wirkte in zahlreichen Filmen mit, bis ab dem Jahr 1962 nur noch sporadisch neue Werke gezeichnet wurden. Nash fuhr aber damit fort, Donald in verschiedenen Projekten zu sprechen, beispielsweise sang er das Lied Macho Duck auf dem Mickey-Mouse-Disco-Album. Letztmals sprach er den Enterich 1983 für die Charles-Dickens-Adaption Mickys Weihnachtserzählung (Originaltitel: Mickey’s Christmas Carol). Ende der 1970er Jahre war Nash dafür bekannt, oft Spaziergänge rund um die Fremont Elementary School in Glendale, Kalifornien, wo er bis zu seinem Tod lebte, zu machen und dabei Kinder mit seiner Stimme zu unterhalten. Des Weiteren reiste er auch in späteren Zeiten noch mit einer Donald-Puppe um die Welt und gab Auftritte in Schulen, Kranken- und Waisenhäusern.
1983 wurde ihm im Weißen Haus von Präsident Ronald Reagan eine Ehrentafel überreicht. In seiner Geburtsstadt ist eine Straße nach ihm benannt. Er selbst sagte einmal: „Ich wollte ein Arzt werden, aber stattdessen wurde ich der größte Quack der Welt!“
Am 20. Februar 1985 verstarb Nash in Burbank an Leukämie. Er liegt auf dem San Fernando Mission Cemetery in Mission Hills, Los Angeles, begraben. Sein Grab teilt er sich heute mit seiner Frau, die 1993 verstarb. Auf dem Grabstein ist ein Donald eingraviert, der mit Daisy Duck Hände hält.

## Bedeutung
Clarence Nash wirkte stark an der Entwicklung des Charakters Donald Duck mit. So war er es, der dem Enterich eine künstlerische Seite verlieh und ihn in zahlreichen Filmen mit Liedern, Gesang und Instrumenten auftreten ließ (beispielsweise in Donald, der Caballero). In den letzten Jahren wünschte sich der Imitator sogar einen Film, in dem die Comicfigur nur berühmte Opern singen sollte, das Projekt wurde aber nie verwirklicht.
Weltweit wird noch heute Donald Duck mit der Stimme von Clarence Nash verbunden. Aufgrund dieses Umstandes ernannte ihn das Studio zur „Disney-Legende“ („Disney Legend“). Damit werden für die Entwicklung des Studios sehr wichtige und klassische Mitwirkende an Disneyprojekten geehrt. Dem Publikum war Nashs Gesicht und Name bereits aus dem Film Der Drache wider Willen (1941) bekannt, wo er zusammen mit Florence Gill bei einer Tonaufnahme zu sehen ist und einige Worte mit dem Hauptdarsteller Robert Benchley wechselt. In den 1950er Jahren war Nash dann nicht nur als Stimme, sondern auch leibhaftig ein häufiger Gast in den Disney-Fernsehshows, vor allem im Mickey Mouse Club.
Nash betonte stets, das „Lachen und die Freude des Publikums sowie Donalds Ruhm“ seien „genug Lohn“ für ihn.

## Donald nach Clarence Nash
Nach dem Tod des Stimmkünstlers im Jahr 1985 nahm Tony Anselmo die Arbeit als Donald-Sprecher auf. Er war zuvor von Nash persönlich ausgebildet worden und sprach ebenso lange Jahre die Neffen Tick, Trick und Track. Auch die Sprecher Jimmy Weldon, Frank Welker und Luba Goy bezogen sich in der Art ihres Synchronsprechens immer wieder auf den Künstler. Bekannt wurde hierbei beispielsweise Weldons Yakky Doodle für Hanna-Barbera Cartoons. Dennoch ist Nash noch heute die bekannteste Stimme des Enterichs.

## Andere Charaktere
Neben Donald sprach Nash anfangs auch Daisy Duck, als diese nicht viel mehr als ein weiblicher Donald war, sowie die drei Neffen Tick, Trick und Track. Auch lieferte er das Miauen des Kätzchens Figaro in einigen Kurzauftritten, sprach Hunde in 101 Dalmatiner, Vögel im „Tiki-Raum“ des Disneylands sowie eine Kröte in Bambi. Zeitweise quakte er auch zahlreiche andere Enten in Fernsehen und Radio. Manchmal wird die Stimme der zeitweiligen dritten Hauptperson von Tom und Jerry, Little Quacker, fälschlicherweise Nash zugeschrieben, da sie der Donald Ducks ähnlich klingt.

## Filmdokumentation
- Der Mann hinter Donald: Clarence „Ducky“ Nash (Originaltitel: The Man Behind the Duck). US-amerikanische Video-Dokumentation von und mit Leonard Maltin aus dem Jahr 2004. Regie: Jeff Kurtti, ca. 6 Minuten – die Kurzdokumentation ist in Deutschland auf der Doppel-DVD-Edition Walt Disney Kostbarkeiten: Donald im Wandel der Zeit. 1934-1941 erschienen